# Claude-Henri Dufour
Claude-Henri Dufour, né le 9 avril 1766 à Moulins et mort le 18 septembre 1845 à Moulins, est un professeur de dessin et bibliothécaire français.

## Biographie
Claude-Henri Dufour est né le 9 avril 1766 à Moulins. Il part à Paris étudier le droit. Il fréquente l'atelier de Jacques-Louis David et étudie la peinture. Au commencement de la Révolution, il retourne à Moulins où il enseigne le dessin à l'École centrale de l'Allier. Il collectionne l'art du Bourbonnais et collabore avec Achille Allier pour sa publication de L'ancien Bourbonnais (1833).
Peintre secondaire, il est nommé commissaire du comité d’instruction publique pour le recueil et la conservation des œuvres d’art à la Révolution. D'après André Recoules, il aurait sauvé de la destruction le triptyque du maître de Moulins, la Bible de Souvigny, la chapelle de la Visitation, la chapelle Sainte-Claire ou le palais de justice.
Il meurt à Moulins le 18 septembre 1845.

## Œuvre
Une grande partie de ses écrits et dessins ont été publiés par André Recoules :
- Moulins de Louis XVI à Louis XVIII  (mise au point du texte, commentaires et notes, André Recoules), Moulins, Société d'émulation du Bourbonnais, 2013, 256 p.
- Mémoires, écrits, documents, Moulins, Société d'émulation du Bourbonnais, 2015, 623 p.
- Dessins : les dessins conservés dans les archives de la Société d'émulation du Bourbonnais, Moulins, Société d'émulation du Bourbonnais, 2019, 173 p.

## Postérité
En  2015, il a fait l'objet d'une communication de Guennola Thivolle, intitulée Inventorier le patrimoine de l’Allier sous la Révolution : le rôle de Claude Henri Dufour lors d'une Journée d’étude à Dijon : Inventorier le patrimoine artistique sous la Révolution : méthodes et enjeux.
En 2017, une exposition lui est consacrée à la Galerie des Bourbons du service patrimoine de Moulins.